# Cyperus fulvoalbescens
Cyperus fulvoalbescens är en halvgräsart som beskrevs av Tetsuo Michael Koyama. Cyperus fulvoalbescens ingår i släktet papyrusar, och familjen halvgräs. Inga underarter finns listade i Catalogue of Life.